# ハンレー級潜水母艦
ハンレー級潜水母艦（ハンレーきゅうせんすいぼかん、英語: Hunley-class submarine tender）は、アメリカ海軍の潜水母艦（AS）の艦級。第二次世界大戦後にアメリカ海軍で就役した初めての潜水母艦であり、1960年代初頭に2隻が就役し、1990年代に退役した。

## 概要
戦略原子力潜水艦（SSBN）の支援を主任務としており、乗員の大半は技術者と修理要員から構成されている。同時に3隻の原子力潜水艦を接舷させて支援することが可能である。
主な任務はSSBNへの補給や整備、乗員の休養などで、補給用の潜水艦発射弾道ミサイル20発を艦後部の格納庫に搭載している。艦上には、当初32トンの能力を持つハンマーヘッド・クレーンが装備されていたが、後の改修でサイモン・レイク級潜水母艦と同型の30トンクレーン2基に変更された。SSBNの搭載ミサイルがポセイドンに更新されるのに従い、1975年までにポセイドンへの対応改修を行っている。トライデントへの対応は行われず、ポセイドン搭載艦が退役してからは攻撃原潜の支援に従事していた。
兵装は当初76mm連装砲を装備していたが、後に撤去されて20mm連装機関砲2基を装備した。格納庫はもたず固有の搭載機はないが、艦尾にヘリコプター甲板があり離発着が可能。

## 同型艦
| #     | 艦名                 | 建造所                       | 起工            | 進水           | 就役           | 退役           | 備考 |
| ----- | -------------------- | ---------------------------- | --------------- | -------------- | -------------- | -------------- | ---- |
| AS-31 | ハンレー USS Hunley  | ニューポート・ニューズ造船所 | 1960年 11月28日 | 1961年 9月28日 | 1962年 6月16日 | 1994年 9月30日 |      |
| AS-32 | ホランド USS Holland | インガルス造船所             | 1962年 3月5日   | 1963年 1月19日 | 1963年 9月7日  | 1996年 9月30日 |      |